# Discorso di Logrogno
Il Discorso di Logrogno è un'opera politica giovanile del 1512 dello storico Francesco Guicciardini. Fa parte di una serie di Discorsi che Guicciardini scrisse dopo esser stato nominato nel 1511 ambasciatore della Repubblica di Firenze presso la Corona d'Aragona, governata all'epoca da Ferdinando il Cattolico. Tale esperienza gli diede modo di vedere con un occhio più distaccato e da professionista di alto livello la politica fiorentina, di cui fece appunto l'analisi in questa opera. Il discorso prende il nome dalla città in cui venne composto, la città che in epoca moderna viene chiamata Logroño.
Nello stesso periodo del Discorso di Logrogno Guicciardini scrisse anche le Relazioni di Spagna e il Diario di Spagna, e avviò la prima stesura dei Ricordi. 

## Descrizione
Nell'agosto del 1512, a Logroño, in Spagna, nel corso della sua ambasceria presso il re Ferdinando il Cattolico, Guicciardini compose un Discorso sul modo di ordinare il governo di Firenze detto anche il Discorso di Logrogno. 
L'opera prende le mosse da un'analisi della condizione dell'Italia dopo la calata di Carlo VIII nel 1494. Importante è soprattutto l'esame della situazione della repubblica di Firenze, in pericolo per due diverse ragioni: la prima, che un principe avrebbe potuto trovare la forza di elevarsi al di sopra degli altri e farsi signore di tutta Italia, limitando quindi l'autonomia di Firenze; la seconda, che le istituzioni della stessa Firenze erano tali da non poter garantire un ordinamento civile di tipo repubblicano.
Guicciardini si propone di discutere dell'istituzione di buoni ordinamenti per Firenze non in termini di astratta politica ma di corretta amministrazione dello Stato.
Guicciardini, intimamente, è fautore di un governo aristocratico, ma al tempo stesso si rende conto della necessità di coinvolgere il popolo nel governo: auspica quindi, per assicurare prontezza e autorità nelle decisioni, l'elezione a vita di un gonfaloniere, la cui attività sia pero controllata da un Consiglio Maggiore, espressione del popolo, e da un Senato, espressione degli aristocratici.
La riforma dell'assetto costituzionale fiorentino proposta è del tutto inattuale rispetto agli eventi che, contemporaneamente, accadono a Firenze, che Guicciardini conosceva in modo parziale e molto ritardato; ciò nonostante il Discorso è un'importante sintesi del pensiero politico-istituzionale guicciardiniano e della sua idea di buon governo repubblicano.
Nello scritto emerge una visione scettica e disincantata della politica e delle capacità dell'uomo di intervenire sulla realtà, e un relativismo della storia che affiorerà in tutta la sua opera storiografica.

## Sviluppi successivi
Tra il 1515 e il 1516 Guicciardini compose due discorsi sulla condizione di Firenze dopo il ritorno dei Medici: Del governo di Firenze dopo la restaurazione de' Medici nel 1512 e Del modo di assicurare lo stato alla casa de' Medici. Lo scrittore non amava in modo particolare i Medici, ma da una parte era imparentato con loro, dall'altra considerava, nella particolare situazione storica, il loro governo come un dato di fatto dal quale non si poteva prescindere.
Anche qui torna la proposta di un consiglio ristretto di uomini autorevoli che dovrebbero indirizzare le scelte del governo mediceo e costituire al tempo stesso la più solida difesa della repubblica. Sempre al problema di assicurare un buon governo a Firenze è dedicato il Dialogo del Reggimento di Firenze, scritto e rielaborato tra il 1521 e il 1526.